# Техника кругового педалирования
Техника кругового педалирования в велоспорте — рациональная техника, заключающаяся в том, что вращательное усилие прикладывается к оси шатуна на всей траектории его движения. Это позволяет увеличить эффективность педалирования, задействовав больше мышечных групп.
Для успешного применения техники кругового педалирования необходимы специальные устройства. При помощи т. н. туклипсов (прикрепляемых к педалям ремешков) или же контактных педалей (фиксирующих с помощью особых замков специальную обувь) стопа связывается с педалью так, что спортсмен может не только давить стопой на педаль, но и подтягивать её вверх, а также «проводить» — прикладывать усилия в горизонтальном направлении.